# Terken Khatun
Celaliye Terken Khatun (in persiano ترکان خاتون‎, anche nota come Turkan Khatun o Tarkhan Khatun; Karakhanidi, 1053 ca. – Isfahan, ottobre 1094) è stata una principessa anatolica, figlia di Tamghach Khan Ibrahim. È stata la consorte principale di Malik Shah I dell'Impero selgiuchide, nonché madre e reggente del suo successore Mahmud I.

## Biografia
Celaliye Terken Khatun nacque intorno al 1053 nel principato di Karakhanidi, come figlia di Tamghach Khan Ibrahim, sovrano di Karakhanid e di Transoxiana. Aveva due fratelli, Shams al-Mulk Nasr e Khizr Khan.
Nel 1065, Alp Arslan, sultano dei Selgiuchidi, e Tamghach Ibrahim combinarono un doppio matrimonio fra i propri figli: Shams sposò la figlia di Arslan, Aysha, e la dodicenne Terken ne sposò invece il figlio Malik, suo coetaneo. Da Malik, Terken ebbe cinque figli, fra cui Mahmud I, tutti morti infanti, e una figlia.
Terken Khatun divenne la principale consorte di Malik e la più influente, potendo contare anche sul supporto del padre e del fratello oltre che del visir Taj al-Mulk, e per questo fu anche il fulcro di avversioni e maldicenze a corte, per lo più provenienti dal visir Nizam al-Mulk. Da parte sua, Malik Shah, divenuto sultano nel 1072, favoriva Terken e i figli avuti da lei, nominando suo erede prima Dawud e poi Ahmed, i loro due figli maggiori, ma entrambi morirono bambini entro il 1088. A questo punto, Terken cercò di promuovere la nomina a erede del suo ultimo figlio rimasto, Mahmud, nato nel 1088, malgrado fosse il più giovane fra i figli di Malik ancora in vita e idonei ad ereditare il trono. 
Intorno al 1090 Terken agì attivamente per allargare la faida che si era creata fra Malik e il suo visir Nizam, il quale favoriva quale erede il principe Berkyaruq, nato dalla consorte Zubayda Khatun e, coi suoi tredici anni, il figlio maggiore vivente di Malik. 
Malik Shah morì assassinato nel 1092, poco dopo lo stesso Nizam, e Terken, col supporto di Tadj, proclamò nuovo sultano suo figlio Mahmud di quattro anni. A quel punto, si rivolse al califfo al-Muqtadi, a cui, nel 1082, aveva concesso in moglie sua figlia Mah-i Mulk (morta nel 1089), perché la nominasse reggente, ma questi dichiarò che non avrebbe sostenuto né un sultano bambino né una reggente donna e si rifiutò di proclamare la khutba, la preghiera per il sovrano, in nome di Terken. È possibile che il califfo nutrisse del risentimento verso Terken, che gli aveva imposto condizioni rigide per acconsentire a dargli in sposa la figlia. Alla fine, Terken fu costretta ad accettare che la khutba sarebbe stata proclamata in nome di Mahmud e il governo sarebbe stato affidato a un visir nominato dal califfo piuttosto che a lei. Riuscì comunque ad essere la reggente de facto grazie all'alleanza che strinse col visir nominato al-Shirazi e col generale Unar, garantendosi quindi il potere sia in ambito civile che militare. Era apertamente riconosciuta come la vera sovrana del paese e le azioni intraprese in quelli anni furono regolarmente attribuite a lei nelle cronache, incluse quelle militari.
Nel mentre, il visir Tadj marciò su Isfahan per arrestare il principe Barkiyaruq, ma questi fu salvato e condotto a Rey dai mamelucchi del defunto Nizam, e fu lì incoronato dal rais della città, figlio di Nizam lui stesso. Terken e Tadj affrontarono Barkiyaruq a Borujerd nel 1093, ma furono sconfitti: Terken si rifugiò a Isfahan, che fu messa sotto assedio, mentre Tadj disertò e offrì a Barkiyaruq 200.000 monete d'oro, sottratte dal tesoro di Terken, per ottenere il perdono e una nuova carica di visir a servizio del principe.
Terken Khatun morì improvvisamente e per cause ignote nell'ottobre 1094, a Isfahan, poco dopo aver cercato di contattare Tulush, fratello minore di Malik. Nello stesso mese, morì anche suo figlio Mahmud.

## Discendenza
Da Malik Shah, ebbe cinque figli e una figlia:

### Figli
- Dawud (? - 1082), erede di suo padre fino alla sua morte;
- Abdul Qasim (morto nell'infanzia);
- Un figlio (morto nell'infanzia);
- Ahmed (1077 - 1088), erede dopo la morte di Dawud;
- Mahmud I (1088 - ottobre 1094), alla morte di suo padre venne proclamato sultano dei selgiuchidi, sotto la reggenza di sua madre.

### Figlie
- Mah-i Mulk Khatun (? - 1089), nel 1082 sposò il califfo Al-Muqtadi (consumato nel maggio 1087), da cui ebbe un figlio, Jafar. Per sposarla, il califfo divorziò dalla sua precedente moglie, Sifri Khatun, zia paterna di Mah-i Mulk.